# 러시아의 크림반도 점령
러시아의 크림반도 점령은 2014년 우크라이나 혁명으로 빅토르 야누코비치가 탄핵되고 올렉산드르 투르치노우가 임시 대통령(권한대행)을 맡은 이후에 우크라이나의 크림반도 지역이 러시아에 점령당하고 있는 상태를 말한다.
우크라이나 크림 자치 공화국 일대에서는 키이우에서 일어난 혁명에 반대하고 러시아와의 유대 또는 통합에 찬성하는 친러시아계 사람들이 이에 반대하는 시위가 일어났으며, 이에 반해 친우크라이나계 시민들은 혁명에 찬성하고 있다.
이후 무장 세력이 크림반도 내 주요 시설을 점거하였고, 러시아 정부는 크림반도와 인근 러시아 군사 기지에 러시아 군을 추가 파병하였다.

## 전개

### 2월 27일 ~ 28일
2월 27일, 러시아 군으로 추정되는 군복을 착용한 친러시아계 무장 세력이 크림반도 및 세바스토폴의 지역 청사와 공항, 군사 기지 등을 점령하였다. 이들은 국가를 나타내는 표식과 차량 표지판을 제거하여 정확한 정보는 확인되지 않고 있다. 이에 대해 우크라이나 과도정부는 내부 문제에 개입하는 러시아에 대해 비판하고, 러시아는 우크라이나의 협정에 따른 것이라며 반박하였다.
러시아 정부는 2월 28일, 우크라이나 크림반도의 러시아 군사 기지에 2,000여명의 군을 추가 파병하였고, 우크라이나의 올렉산드르 투르치노우 대통령 대행은 이를 침공으로 규정하며 군의 철수를 요구하였다. 3월 1일 미국의 버락 오바마 대통령은 "러시아의 군사 행동에는 대가가 따를 것"이라며 이를 규탄하는 성명을 발표하였다.

### 3월 1일 이후
3월 1일, 러시아 상원 의회는 블라디미르 푸틴 대통령이 요청한 우크라이나 내에서의 군사력 사용안에 대해 만장일치로 통과시켰다. 이후 버락 오바마 미국 대통령은 푸틴에게 전화를 걸어 러시아의 군사 행동 중지를 요구하며 위기가 고조되고 있다.
3월 2일, 페오도시야 부근의 우크라이나 해병대 사단이 우크라이나 현지 시간 오전 9시에 항복을 요구하는 무장 괴한들에게 포위되었다. 수다크 지역의 레이다 기지 또한 포위당하여 항복하라고 요구하고 있다. 신문 우크라인스카 프라우다는 세바스토폴의 우크라이나 해군 빌딩은 러시아군의 포위 공격을 받고 있다고 전했다. 이날 안드리 파루비 우크라이나 국가안보·국방위원회 서기는 예비군 소집이 시작되었으며, 국가안보·국방위원회 결의에 따라 올렉산드르 투르치노우 대통령 대행이 우크라이나 전군에 전투태세 돌입 명령을 내렸다고 밝혔다.
3월 11일, 크림 자치 공화국 의회의 약 78% 의원이 압도적인 독립 결의안 찬성을 함으로써 크림 자치 공화국과 세바스토폴이 우크라이나로부터 독립하는 크림 독립 선언을 하였으며, 3월 16일에는 러시아 귀속을 위한 주민 투표가 실시되었다.

### 3월 16일 주민 투표
3월 16일, 실시된 크림반도에 위치한 크림 자치 공화국과 세바스토폴 특별시의 러시아 귀속 찬반 여부 주민투표에서 95% 이상 찬성한 것으로 잠정결론이 나왔다. 하지만, 우크라이나의 과도 정부와 미국, 영국, 프랑스 등 서방 세계는 크게 반발하고 있다.

## 결과
3월 18일에는 블라디미르 푸틴 러시아 대통령과 세르게이 악쇼노프 크림 공화국 총리, 블라디미르 콘스탄티노프 크림 공화국 최고회의 의장, 알렉세이 찰리 세바스토폴 시장이 러시아-크림 공화국 병합 조약에 서명하였으며, 3월 19일에는 러시아 헌법 재판소가 이 조약이 합법이라고 판결내렸다. 그후, 러시아 하원 의회와 상원 의회가 조약 내용을 심의하여 채택하였다. 3월 21일 블라디미르 푸틴 대통령이 (러시아-크림 공화국 병합 문서)에 대해서 최종 서명하였다.

## 국제사회의 반응

유엔 총회에서 열린 우크라이나 영토보전 관련 투표결과
찬성
반대
기권
불참
비회원국

러시아의 합병 소식이 전해진 가운데 미국 및 서방 국가들은 대러시아 제재를 추진하려 하고 있다. EU의 주요 회원국은 우크라이나와의 협력 강화 합의안에 서명하였고 미국은 여행 금지 제재 대상에 러시아인 20명과 푸틴 대통령의 돈줄로 알려진 은행 1곳을 추가했다. 반대로 브릭스 5개국은 헤이그에서 열린 핵안보정상회의 때 별도 회동을 통하여 G20에 러시아가 참여하도록 해야 한다며 러시아 옹호에 나섰다. 2014년 3월 27일 유엔 총회가 러시아의 크림 공화국 합병에 대한 반대 결의안을 찬성 100, 반대 11, 기권 58로 통과시켰다. 이 결의안은 법적 구속력이 없으며 20여 개국은 투표 자체에 참여하지 않았다.
리투아니아 대통령의 지지하에, 미국 정부는 우크라이나의 주권을 훼손한 데에 따른 대러시아 제재에 착수했다. 일본 정부는 군사, 우주, 투자, 비자 요건에 따른 협상 중단을 발표했으며 유럽위원회는 3월 11부로 우크라이나와 완벽한 자유무역협정을 맺기로 합의했다. 이튿날 유럽 의회는 크림 공화국의 독립에 관련된 개정을 불인정하겠다고 천명했으며 국제법과 우크라이나 헌법에 불합치한다고 선을 그었다. 일본의 대러시아 제재는 미국 및 유럽 등 서방국가에 비해 늦고 그 규모가 정확히 명시되어 있지 않았는데 이는 일본이 쿠릴열도 협상을 진행 중인데다 러시아로부터 에너지 수입량을 크게 늘린 상태이기 때문으로 풀이된다.
이어 G7 국가는 공동 설명을 내어 러시아의 조치를 비판했으며 6월 소치에서 열릴 G8 정상회의에 대한 준비에도 불참하겠다고 밝혔다. 북대서양 조약기구 또한 크림 공화국과 일대에 긴장감이 높아지고 있음을 지적하며 러시아에 대한 비판 수위를 높였고 유럽위원회는 우크라이나 내부의 결속력을 다지는 데 모든 지원을 아끼지 않겠다고 성명을 냈다.
크림 위기에 관련해 대한민국 외교부 조태영 대변인은 크림 사태에 대한 질문에 "3월 18일 안보리 결의안 투표 시 찬성했다"고 말했으나 정해진 것은 없다고 밝혔다. 중국 정부는 "우크라이나의 영토보전과 주권, 독립을 존중한다"고 말했으며 타국에 대한 불간섭주의를 언급하며 대화를 촉구했다.
인도 국가안보고문관 시브산카르 메논은 러시아가 크림 공화국에 적법한 이해관계를 갖고 있으며 지속적인 외교적 노력과 건설적인 대화가 위기 해결의 열쇠라고 지적했다. 그러나 시브산카르는 인도 내각의 속하는 것이 아니어서 인도 정부의 공식 입장으로 보이기는 어렵다.
시리아와 베네수엘라는 공개적으로 러시아의 군사 행동을 지지하며 바샤르 알아사드 시리아 대통령은 우크라이나의 안정과 안보를 복원하려는 러시아의 노력을 크게 산다고 말했고 니콜라스 마두로 베네수엘라 대통령은 우크라이나의 초국적 쿠데타를 비판했다.
한편, 폴란드의 총리 도날드 투스크는 독일이 러시아 가스에 많은 양을 의존하는 것과 같은 상황에서 유럽 전체에 위기가 생길 수도 있다며 유럽 연합의 에너지 정책 변화를 촉구했다.
앙겔라 메르켈 독일 총리는 이번 사태로 독일-러시아 간 경제 활동이 급격히 축소되겠지만 그럼에도 불구하고 정치, 경제적으로 러시아가 득 볼 것이 없을 것이라며 경고했다.
러시아가 크림 공화국 합병 승인 절차를 단숨에 완료하면서 일각에서는 다른 동유럽 국가에도 불똥이 튈 것을 우려하고 있다. 대표적인 지역이 몰도바의 자치공화국인 트란스니스트리아이며 제2 크림사태 발생 가능성이 매우 높은 지역이다. 트란스니스트리아는 러시아계 주민이 대규모로 몰도바와 전쟁 끝에 자치권을 얻었으며 러시아군 병력이 평화유지군으로 주둔하고 있다.월스트리트저널은 3월 23일 북대서양조약기구(나토) 고위 관계자의 말을 인용해 "러시아가 우크라이나 접경 지대에 대규모 군대를 배치했으며 이는 몰도바에 큰 위협이 되고 있다"고 밝혔다.
위와 같은 제재 수단이 국제 사회에서 강구되고 있으나 그 실효성에는 의문이 제기되고 있다. 영국은 러시아 자금이 대거 몰려있으며 프랑스는 상륙함 2척 수출 계약을 한 상태다.

## 같이 보기
- 미승인 국가 목록
- 러시아의 우크라이나 침공
- 러시아-우크라이나 전쟁
- 러시아의 도네츠크주, 헤르손주, 루한스크주, 자포리자주 합병
- 러시아의 크림반도 합병
- 러시아의 우크라이나 침공에서 러시아가 저지른 전쟁 범죄
- 전쟁범죄
- 테러리즘